# Valea Lungului
Valea Lungului – wieś w Rumunii, w okręgu Dolj, w gminie Breasta. W 2011 roku liczyła 681 mieszkańców.